# Tengeri teknősök
A tengeri teknősök (Chelonioidea) a hüllők (Reptilia) osztályába és a teknősök (Testudines) rendjébe tartozó öregcsalád.

## Rendszerezés
- Tengeriteknős-félék családja (Cheloniidae, Oppel, 1811)
  - Caretta
  - Chelonia
  - Eretmochelys
  - Lepidochelys
  - Natator
- Kérgesteknősfélék családja (Dermochelyidae)
  - Dermochelys
- Protostegidae család (kihalt)
- Toxochelyidae család (kihalt)
- Thalassemyidae család (kihalt)